# Tiếng Abkhaz
Tiếng Abkhaz (còn được viết là Abxaz; аԥсуа бызшәа /apʰswa bɨzʃʷa/), còn gọi là tiếng Abkhazia, là một ngôn ngữ Tây Bắc Kavkaz, có quan hệ gần nhất với tiếng Abaza. Đây là ngôn ngữ của người Abkhaz, là một trong những ngôn ngữ chính thức của Abkhazia. Thêm nữa, nó là ngôn ngữ của hàng ngàn kiều dân Abkhazia ở Thổ Nhĩ Kỳ, cộng hòa tự trị Adjara (Gruzia), Syria, Jordan và nhiều nước Tây Phương. Thống kê 2010 ghi nhận 6.786 người nói tiếng Abkhaz ở Nga.

## Phân loại
Tiếng Abkhaz là một ngôn ngữ Tây Bắc Kavkaz, có liên hệ với tiếng Adyghe. Nó gần gũi nhất với tiếng Abaza. Cả hai đôi khi được coi là phương ngữ của một ngôn ngữ, và rằng dạng viết của tiếng Abkhaz và tiếng Abaza đơn giản là hai đầu mút của một dãy phương ngữ. Về ngữ pháp, hai tiếng rất giống nhau; tuy vậy, sự khác biệt trong ngữ âm đủ để giữ hai ngôn ngữ này tách riêng. Hầu hết nhà ngôn ngữ (ví dụ, Chirikba 2003) cũng coi tiếng Ubykh là một họ hàng gần của dãy phương ngữ Abkhaz–Abaza.

## Phân bố địa lý
Tiếng Abkhaz được nói chủ yếu ở Abkhazia. Tiếng Abkhaz còn là ngôn ngữ của kiều dân Abkhaz, chủ yếu ở Thổ Nhĩ Kỳ, với những nhóm nhỏ hơn tại Syria, Iraq, và Jordan; cộng hòa tự trị Adjara của Gruzia; Liên Xô cũ (Armenia, Ukraina); và qua những cuộc di cư gần đây, cả những nước Tây Phương như Đức, Hà Lan, và Hoa Kỳ.

## Phương ngữ
Tiếng Abkhaz thường được nhìn nhận là có ba phương ngữ:
- Abzhywa, nói ở miền Kavkaz, đặt theo tên vùng lịch sử Abzhywa (Абжьыуа), đôi khi được gọi là Abzhui, dạng Nga hóa của Abzhywa.
- Bzyb hay Bzyp, nói ở Kavkaz và Thổ Nhĩ Kỳ, đặt tên theo vùng Bzyb (tiếng Abkhaz: Бзыԥ).
- Sadz, nay chỉ có mặt ở Thổ Nhĩ, trước đây hiện diện tại vùng giữa sông Bzyb và Khosta.

Dạng ngôn ngữ viết văn học dựa trên phương ngữ Abzhywa.

## Âm vị học
Tiếng Abkhaz có số phụ âm rất lớn (58 trong dạng chuẩn văn học). Trái lại, ngôn ngữ này lại chỉ có hai nguyên âm riêng biệt, nhưng hai nguyên âm này lại có nhiều tha âm, biến thiên dựa trên tính vòm hóa hay môi hóa của phụ âm lân cận.
Âm vị màu lục chỉ có trong phương ngữ Bzyp và Sadz; âm vị màu lam riêng có trong phương ngữ Bzyp.
|          |           | Môi | Chân răng | Chân răng | Sau chân răng | Sau chân răng | Chân răng- vòm | Chân răng- vòm | Quặt lưỡi | Ngạc mềm | Ngạc mềm | Ngạc mềm | Lưỡi gà | Lưỡi gà     | Lưỡi gà      | Lưỡi gà | Lưỡi gà | Yết hầu | Yết hầu |
| thường   | môi hóa   | Môi | thường    | môi hóa   | thường        | môi hóa       | vòm hóa        | thường         | Quặt lưỡi | môi hóa  | vòm hóa  | thường   | môi hóa | yết hầu hóa | lab. + phar. | thường  | môi hóa |         |         |
| -------- | --------- | --- | --------- | --------- | ------------- | ------------- | -------------- | -------------- | --------- | -------- | -------- | -------- | ------- | ----------- | ------------ | ------- | ------- | ------- | ------- |
| Mũi      | Mũi       | m   | n         |           |               |               |                |                |           |          |          |          |         |             |              |         |         |         |         |
| Tắc      | vô thanh  | p   | t         | tʷ        |               |               |                |                |           | kʲ       | k        | kʷ       |         |             |              |         |         |         |         |
| Tắc      | hữu thanh | b   | d         | dʷ        |               |               |                |                |           | ɡʲ       | ɡ        | ɡʷ       |         |             |              |         |         |         |         |
| Tắc      | tống ra   | pʼ  | tʼ        | tʷʼ       |               |               |                |                |           | kʲʼ      | kʼ       | kʷʼ      | qʲʼ     | qʼ          | qʷʼ          |         |         |         |         |
| Tắc xát  | vô thanh  |     | t͡s        |           | t͡ʃ            |               | t͡ɕ             | t͡ɕʷ            | ʈ͡ʂ        |          |          |          |         |             |              |         |         |         |         |
| Tắc xát  | hữu thanh |     | d͡z        |           | d͡ʒ            |               | d͡ʑ             | d͡ʑʷ            | ɖ͡ʐ        |          |          |          |         |             |              |         |         |         |         |
| Tắc xát  | tống ra   |     | t͡sʼ       |           | t͡ʃʼ           |               | t͡ɕʼ            | t͡ɕʷʼ           | ʈ͡ʂʼ       |          |          |          |         |             |              |         |         |         |         |
| Xát      | vô thanh  | f   | s         |           | ʃ             | ʃʷ            | ɕ              | ɕʷ             | ʂ         |          |          |          | χʲ      | χ           | χʷ           | χˤ      | χˤʷ     | ħ       | ħʷ      |
| Xát      | hữu thanh | v   | z         |           | ʒ             | ʒʷ            | ʑ              | ʑʷ             | ʐ         |          |          |          | ʁʲ      | ʁ           | ʁʷ           |         |         |         |         |
| Tiếp cận | Tiếp cận  |     | l         |           |               |               | j              | ɥ              |           |          |          | w        |         |             |              |         |         |         |         |
| Rung     | Rung      |     | r         |           |               |               |                |                |           |          |          |          |         |             |              |         |         |         |         |

## Chữ viết
Tiếng Abkhaz được viết bằng bảng chữ cái Kirin từ năm 1862.
| А а [a]       | Б б [b]     | В в [v]       | Г г [ɡ]       | Гь гь [ɡʲ]    | Гә гә [ɡʷ]  | Ӷ ӷ [ʁ/ɣ]  | Ӷь ӷь [ʁʲ/ɣʲ] |
| Ӷә ӷә [ʁʷ/ɣʷ] | Д д [d]     | Дә дә [dʷ]    | Е е [a/ja]    | Ж ж [ʐ]       | Жь жь [ʒ]   | Жә жә [ʒʷ] | З з [z]       |
| Ӡ ӡ [d͡z]      | Ӡә ӡә [d͡ʑʷ] | И и [j/jɨ/ɨj] | К к [kʼ]      | Кь кь [kʼʲ]   | Кә кә [kʼʷ] | Қ қ [kʰ]   | Қь қь [kʲʰ]   |
| Қә қә [kʷʰ]   | Ҟ ҟ [qʼ]    | Ҟь ҟь [qʼʲ]   | Ҟә ҟә [qʼʷ]   | Л л [l]       | М м [m]     | Н н [n]    | О о [a/wa]    |
| П п [pʼ]      | Ԥ ԥ [pʰ]    | Р р [r]       | С с [s]       | Т т [tʼ]      | Тә тә [tʼʷ] | Ҭ ҭ [tʰ]   | Ҭә ҭә [tʷʰ]   |
| У у [w/wɨ/ɨw] | Ф ф [f]     | Х х [x/χ]     | Хь хь [xʲ/χʲ] | Хә хә [xʷ/χʷ] | Ҳ ҳ [ħ]     | Ҳә ҳә [ħʷ] | Ц ц [t͡sʰ]     |
| Цә цә [t͡ɕʷʰ]  | Ҵ ҵ [t͡sʼ]   | Ҵә ҵә [t͡ɕʼʷ]  | Ч ч [t͡ʃʰ]     | Ҷ ҷ [t͡ʃʼ]     | Ҽ ҽ [t͡ʂʰ]   | Ҿ ҿ [t͡ʂʼ]  | Ш ш [ʂ]       |
| Шь шь [ʃ]     | Шә шә [ʃʷ]  | Ы ы [ɨ]       | Ҩ ҩ [ɥ/ɥˤ]    | Џ џ [d͡ʐ]      | Џь џь [d͡ʒ]  | Ь ь [ʲ]    | Ә ә [ʷ]       |